# أفا سايمور
أفا سايمور (بالإنجليزية: Ava Seymour)‏ هي فنانة نيوزيلندية، ولدت في 1967 في بالميرستون نورث في نيوزيلندا.

## وصلات خارجية
- الموقع الرسمي